# Гарсия I Санчес (король Наварры)
Гарси́я I Са́нчес (исп. García Sánchez I; ок. 919 — 22 февраля 970) — король Наварры (925—970; самостоятельно — с 934 года) и граф Арагона (с 943 года) из династии Хименесов. Всё своё правление он был вынужден вести борьбу с маврами, в которой и одерживал победы, и терпел поражения. К концу правления Гарсии I Наварра стала значительно сильнее, чем при его вступлении на престол, что послужило основанием для доминирования Наварры среди христианских государей севера Пиренейского полуострова, которое будет достигнуто при его правнуке, короле Санчо III Великом.

## Исторические источники
Сведения источников о истории Наварры X века немногочисленны и крайне противоречивы. Особенно это касается первой половины правления короля Гарсии I. Современных ему наваррских хроник и анналов нет. Основная масса информации содержится в более поздних хрониках (как из Наварры, так и из Королевства Леон и Кастилии), генеалогических записях, приведённых в Кодексе Роды, а также в различных хартиях, дошедших до наших дней. Это заставляет историков опираться в своих исследованиях на некоторые косвенные данные, что приводит к выдвижению ими различных версий в области фактов и хронологии.

## Биография

### Наследник престола
Гарсия I был единственным сыном короля Санчо I Гарсеса и его второй жены Тоды Аснарес. Его отец происходил из семьи Хименес, а мать — из семьи Ариста. Представители этих династий почти век совместно управляли Наваррой, хотя первым по значению всегда был король из семьи Ариста. В 905 году Санчо I, член семьи Хименес, сверг короля Фортуна Гарсеса и сам занял престол. Его женой к этому времени уже была Тода Аснарес, что позволило новому королю легитимизировать свою власть над Наваррой в глазах сторонников семьи Ариста. Рождение Гарсии, в своём лице объединившего две наваррские королевские семьи, ещё больше укрепило власть короля Санчо.
Во время своего правления король Санчо I Гарсес, в союзе с королём Леона Ордоньо II, вёл успешные войны с маврами, результатом которых стало значительное усиление роли Наварры среди христианских государств севера Пиренейского полуострова. Несмотря на поражение от халифа Кордовы Абд ар-Рахмана III в битве при Вальдехункере в 920 году, Санчо I продолжил наступление на владения мусульман. К этому времени (дата точно неизвестна) относится присвоение им своему малолетнему сыну титула «король Нахеры», хотя тогда этот город ещё находился в руках мавров и был взят христианами только в 923 году. С этого момента Нахера стала одной из королевских резиденций, а с 924 года, после разрушения Памплоны Абд ар-Рахманом III, и столицей Наварры.

### Период регентства
Король Санчо I Гарсес умер 10 декабря 925 года. О дальнейшей истории Наварры источники приводят противоречивые сообщения. Согласно одним данным, преемником Санчо I стал его 6-летний сын Гарсия I, в связи с малолетством которого страной как регенты стали управлять его дядя Химено Гарсес и мать Тода Аснарес. Согласно другим данным, Химено Гарсес сам вступил на престол под именем Химено II. По поводу этих противоречий среди историков идут дискуссии. Во всяком случае, Химено II официально использовал королевский титул в своих хартиях, в то время как Гарсия Санчес впервые употребляет такой титул только в 930 году, в последний год жизни Химено.
Химено II Гарсес скончался 29 мая 931 года, после чего регентство захватил Иньиго Гарсес, родственник королевской семьи. Его считают одним лицом с королём Иньиго II Гарсесом, уже правившим Наваррой в 882—905 годах. В 933 году мать Гарсии I, Тода Аснарес, обратилась за помощью против Иньиго Гарсеса к своему племяннику, халифу Кордовы Абд ар-Рахману III, который вынудил Иньиго передать регентство Тоде.
Всё это время Гарсия I Санчес, ещё несовершеннолетний, не обладал какой-либо реальной властью, однако его подписи стоят под рядом дарственных хартий этого периода, в том числе под хартией, данной около 930 года, в которой он передаёт своей матери богатый и очень почитаемый королями Наварры монастырь Сан-Мильян-де-Коголья.
В 932 году королева Тода и Гарсия заключили сразу два политически выгодных брака: одна из дочерей Тоды, Уррака, была выдана замуж за короля Леона Рамиро II, а другая, Санча, за графа Кастилии Фернана Гонсалеса. Эти браки позволили укрепить связи между семьёй Гарсии и сильнейшими на тот момент христианскими владетелями Испании.
К этому же периоду относится и женитьба Гарсии I Санчеса на Андреготе Галиндес, дочери и наследнице графа Арагона Галиндо II Аснареса, умершего ещё в 922 году. Сразу же после смерти графа отцу Гарсии I, Санчо I Гарсесу, удалось поставить Арагон под свой контроль и добиться в 924 году помолвки своего сына с Андреготой. С тех пор Арагон находился под властью королей Наварры, однако официально правительницей графства считалась Андрегота Галиндес. Точная дата бракосочетения Гарсии Санчеса и Андреготы неизвестна, однако историки высказывают предположения, что брак мог быть заключён либо в 925 году (об этом сообщают позднейшие наваррские хроники), либо не ранее 933 года, так как в данной 9 марта этого года хартии Андрегота Галиндес как супруга Гарсии I ещё не упоминается.
В июле — августе 934 года Абд ар-Рахман III, недовольный сближением королевы Тоды с королём Леона Рамиро II, врагом мавров, совершил поход на Памплону. Дойдя до Калаорры, халиф потребовал, чтобы Тода Аснарес прибыла в его лагерь, что та была вынуждена сделать. Здесь она была принята с почётом и уважением, однако должна была принести клятву, что не будет больше союзницей Рамиро II, освободит всех пленников-мусульман и передаст правление своему сыну. Одновременно Тода признала верховную власть халифа Кордовы над Наваррой. Мир был скреплён письменным документом, который затем был утверждён Гарсией I. После подчинения Наварры войско Абд ар-Рахмана III прошло через владения короля Гарсии и вторглось в королевство Леон, разорив Кастилию и Алаву.

### Самостоятельное правление

#### Наварра в 934 году
В момент начала самостоятельного правления короля Гарсии I Санчеса Наварра была ослаблена неудачными войнами с маврами, в результате которых она потеряла ряд ранее завоёванных городов и была вынуждена признать себя вассалом Кордовского халифата.
Столицей Наварры в это время был город Нахера, который продолжал ей оставаться вплоть до раздела Наварры между Кастилией и Арагоном в 1076 году. Поэтому в испанской исторической науке принято называть наваррских королей с Гарсии I по Санчо IV включительно королями Нахеры.
Несмотря на то, что королева Тода была отстранена от регентства, она и впоследствии продолжала оказывать значительное влияние на правление своего сына. Ряд историков считают, что все решения, принятые Гарсией I до смерти матери, были инициированы ею или принимались при её непосредственном участии. В основном эта касается политики короля Гарсии Санчеса, направленной на укрепление союза с другими христианскими государствами Испании, в первую очередь с Королевством Леон.

#### Сражение при Симанкасе
Уже в 937 году король Гарсия I Санчес разорвал свои вассальные отношения с Кордовским халифатом и заключил союз с королём Леона Рамиро II. В этом же году Рамиро II поддержал мятеж вали Сарагосы Мухаммада бен Хасима против халифа Абд ар-Рахмана III, взял с него клятву верности и разместил по подчинённым Мухаммаду городам отряды наваррцев. В ответ Абд ар-Рахман III совершил поход на Калатаюд и принудил Мухаммада бен Хасима вновь признать власть халифа. Все наваррцы, находившиеся в городах, подчинённых вали Сарагосы, были перебиты. Затем был предпринят поход против Наварры, во время которого мавры разорили Нижнюю Риоху и Риберу, в результате чего Гарсия I должен был возобновить свою вассальную клятву по отношению к Абд ар-Рахману III.
В 939 году Абд ар-Рахман III организовал большой поход против Королевства Леон, собрав в своё войско около 100 000 воинов. В ответ король Рамиро II собрал своё войско, к которому присоединились отряды графа Кастилии Фернана Гонсалеса, графа Монсона Ансура Фернандеса и воины из Наварры. Несмотря на то, что войско мавров намного превосходило по численности войско христиан, 6 августа при Симанкасе, а затем 21 августа при Аландеге Абд ар-Рахман III потерпел сокрушительные поражения, потеряв убитыми более 50 000 человек. Победа позволила христианам перейти в наступление на земли мавров и начать заселение обширных пустующих пограничных областей.
О том, кто командовал войском из Наварры в сражении при Симанкасе, источники приводят противоречивые сведения. Большинство историков считает, что наваррцев возглавлял король Гарсия I, но целый ряд учёных предполагает, опираясь на сведения «Больших Санкт-Галленских анналов» и наваррские народные предания, что войско возглавляла королева Тода Аснарес.
Гарсия I использовал поражение мавров, чтобы расширить границы своего королевства, которые в ближайшие годы достигли реки Дуэро. Укрепляя свою власть в этом регионе, король Наварры повелел подчинить эти земли (в том числе и Симанкас) церковной юрисдикции образованного в 938 году епископства с центром в Нахере.
В ответ на военные успехи христиан халиф Абд ар-Рахман III в 940 году, при подписании 2-летнего перемирия с графом Барселоны Суньер I, добился, чтобы граф ввёл запрет для своих купцов на торговлю с Наваррой.
В марте 941 года Санчо, упоминаемый с титулом «граф Арагона», совершил поход во владения вали Уэски, захватил несколько крепостей и привёл в Наварру много переселенцев-христиан, которые мае 942 года поселились в долине Гальего, основав здесь несколько церквей и монастырей.
Возможно, между 943 и 948 годом к королевству Наварра была присоединена область Собрарбе, перешедшая от графства Рибагорса. Подтверждением этого служит отсутствие начиная с этого времени в местных документах имени графа Рибагорсы Берната I и упоминание короля Гарсии I Санчеса как правителя этих земель.

#### Развод с Андреготой
Главным событием истории Наварры 940-х годов стал развод короля Гарсии I Санчеса с Андреготой Галиндес. О причинах развода исторические источники умалчивают, однако историки отмечают, что Андрегота была старше супруга почти на 20 лет и что второй брак Гарсии I способствовал укреплению его союза с Королевством Леон.
В 943 году король Наварры потребовал от епископов своего королевства признать его брак с Андреготой недействительным, как нарушающий церковный запрет о браках между близкими родственниками (Гарсия и Андрегота были двоюродными братом и сестрой). Епископы признали незаконность брака, был произведён развод супругов, после чего Андрегота удалилась в подаренный ей Гарсией I монастырь в Айбаре, где прожила до самой своей смерти. Позднее в этом же году король Гарсия Санчес вступил в брак с Терезой Рамирес, дочерью короля Леона Рамиро II. В качестве приданого она принесла своему мужу город Вигеру с окрестностями.
Несмотря на развод с Андреготой, Гарсия I не возвратил ей Арагонское графство, возложив на себя власть над этим владением и приняв титул «король Нахеры и Арагона». Таким образом Арагон окончательно вошёл в состав Наварры. Сын короля Гарсии и Андреготы, Санчо Абарка, сохранил за собой статус наследника престола и впоследствии стал преемником отца.

#### Вмешательство в дела Королевства Леон
Одной из отличительных черт политики королевы Тоды Аснарес было стремление связать свою семью брачными узами с наиболее сильными правителями христианской части Пиренейского полуострова, в первую очередь с королями Леона: три её дочери в разное время были жёнами леонских королей. Санчо, сын одной из них, Урраки, супруги короля Рамиро II, стал любимым внуком Тоды и имел тесные связи с королевской семьёй Наварры.
Когда в 951 году Рамиро II умер и на престол взошёл сводный брат Санчо, король Ордоньо III, Санчо объявил о своём неповиновении брату, уехал в Наварру и стал готовить здесь мятеж против короля Леона. В 953 году, когда к мятежникам присоединился граф Кастилии Фернан Гонсалес, союзники (Гарсия I, Санчо и Феранан Гонсалес) собрали войско и выступили в поход на город Леон, но у Сан-Эстебан-де-Гормас были разбиты королём Ордоньо III. После этого союз мятежников распался: Фернан Гонсалес примирился с королём Леона, а Гарсия Санчес возвратился в Наварру. Сюда же бежал и Санчо Рамирес.
В 956 году Санчо сам взошёл на престол Леона под именем Санчо I. Сын короля Гарсии I, Санчо Абарка, присутствовал на коронации нового короля, состоявшейся в Сантьяго-де-Компостела 13 ноября этого года. Однако уже вскоре выяснилось, что Санчо I не имеет способностей к управлению государством, а его излишний вес, из-за которого он получил прозвище «Толстый», ещё больше способствовал падению его авторитета среди вассалов. В 958 году против Санчо I начался мятеж, который возглавил граф Фернан Гонсалес. Видя свою неспособность противостоять мятежу, Санчо бежал в Наварру. Новым королём Леона был провозглашён Ордоньо IV, зять графа Кастилии. В Наварре Санчо I попросил военной помощи у короля Гарсии I и Тоды, но те не смогли её оказать из-за недостатка средств. Тогда королева Тода приняла решение обратиться за помощью к халифу Кордовы Абд ар-Рахману III, который прислал в Памплону своего посла, знатного еврея Хасдая ибн Шапрута. Тот обговорил с просителями условия соглашения, но потребовал, чтобы для его заключения Гарсия I, Тода и Санчо I прибыли в Кордову, что те и сделали осенью 958 года. Здесь они с почётом были приняты халифом и согласились, в обмен на предоставление Абд ар-Рахманом III войска мавров, что Санчо I передаст халифу 10 христианских крепостей и выдаст ему Фернана Гонсалеса.
Заключение соглашение с халифом Кордовы стало последним событием в жизни королевы Тоды: она скончалась в октябре этого года. Король Гарсия I стал полностью самостоятельным в управлении государством, продолжив политику своих отца и матери, направленную на укрепление союза с королями Леона.
Санчо I пробыл в Кордове до весны 959 года. О том до какого времени здесь оставался король Гарсия I, ничего неизвестно. Военная помощь, оказанная Абд ар-Рахманом III Санчо I, позволила тому в 959—960 годах возвратить под свой контроль бо́льшую часть Королевства Леон. В 960 году в восточные районы королевства, всё ещё контролируемые мятежниками, вторглось наваррское войско во главе с королём Гарсией I. В бою при Сируэньи король Наварры разбил войско графа Кастилии Фернана Гонсалеса и пленил его. Местом заключения графа была избрана крепость Клавихо (это первое документальное свидетельство об этом городе). В 961 году, после бегства Ордоньо IV в Кордову, состоялось примирение короля Санчо I и графа Фернана Гонсалеса. Вопреки соглашению с Абд ар-Рахманом III, Гарсия I не передал Фернана Гонсалеса халифу, а, получив от графа Кастилии в качестве компенсации Верхнюю Нахеру, освободил графа. Мир с Кастилией был в 962 году скреплён женитьбой сына короля Наварры, Санчо Абарки, на дочери Фернана Гонсалеса, Урраке.

#### Война с маврами
После смерти халифа Кордовы Абд ар-Рахмана III осенью 961 года и Ордоньо IV в следующем году, король Леона Санчо I Толстый принял решение не передавать маврам 10 крепостей, как это было условлено по соглашению 958 года. Он отверг все требования нового халифа аль-Хакама II и стал готовиться к войне. В 962 году между сильнейшими правителями христианской Испании был заключён союз. В него вошли сам Санчо I, король Наварры Гарсия I, граф Кастилии Фернан Гонсалес и графы Барселоны Боррель II и Миро (это первый случай, когда для войны с маврами графы Барселоны вступили в союз с другими христианскими правителями Пиренейского полуострова).
В 963 году халиф аль-Хакам II лично возглавил поход против Королевства Леон. Полководец халифа Тошиби Йахъя ибн Мухаммад разбил войско королей Санчо I и Гарсии I. Другие военачальники, Галиб и Саид, взяли Калаорру и укрепили её, а вали Уэски разграбил приграничные земли Наварры и захватил много пленных. Также маврам удалось овладеть Сан-Эстебан-де-Гормасом и Атьенсой. Граф Фернан Гонсалес немедленно заключил с аль-Хакамом II мир, в то время как остальные христианские правители ещё несколько лет продолжали войну. Однако и они в 965 году вынуждены были заключить с Кордовским халифатом мир, согласно которому, король Санчо I передавал маврам 10 крепостей вдоль реки Дуэро и все союзники (королевства Леон и Наварра и графства Кастилия и Барселона) начинали выплачивать аль-Хакаму дань.
Чтобы ускорить выполнение Гарсией I условий мира, ал-Хакам II в 966 году совершил поход в Наварру, в результате которого Гарсия Санчес должен был согласиться на отторжение от своих владений Калаорры и долины Сидакос. Ещё одно нападение мавров на территорию Наварры зафиксировано в 968 году, когда атаке подвергся монастырь Сан-Мартин-де-Альбельда.

### Последние годы
В конце 966 года скончался король Леона Санчо I и на престол взошёл его 5-летний сын Рамиро III. Регентство было возложено на мать нового короля, Терезу Ансурес, и на его тетку, Эльвиру Рамирес, которая приходилась племянницей королю Гарсии I. Близкие родственные связи королевских семей Леона и Наварры привели к тому, что король Гарсия Санчес стал оказывать поддержку и покровительство Рамиро III и его регентам. При королевском дворе в городе Леон появилось много выходцев из Наварры, некоторые из которых стали наиболее приближёнными лицами к Эльвире и Терезе. Именно поддержке короля Наварры Рамиро III обязан сохранению своей власти в первые годы своего правления.
Конец своей жизни Гарсия I провёл в устраивании дел своего королевства. Его вторая жена, Тереза Рамирес, настаивала на том, что престол Наварры должен перейти к её сыну Рамиро, так как старший сын короля Гарсии, Санчо Абарка, происходил от брака, осуждённого церковью. Однако Гарсия I отверг все требования своей жены, но в завещании указал, что Рамиро должно быть выделено своё владение, включающее в себя область с центром в Вигере, присоединённую к Наварре в качестве приданого Терезы.

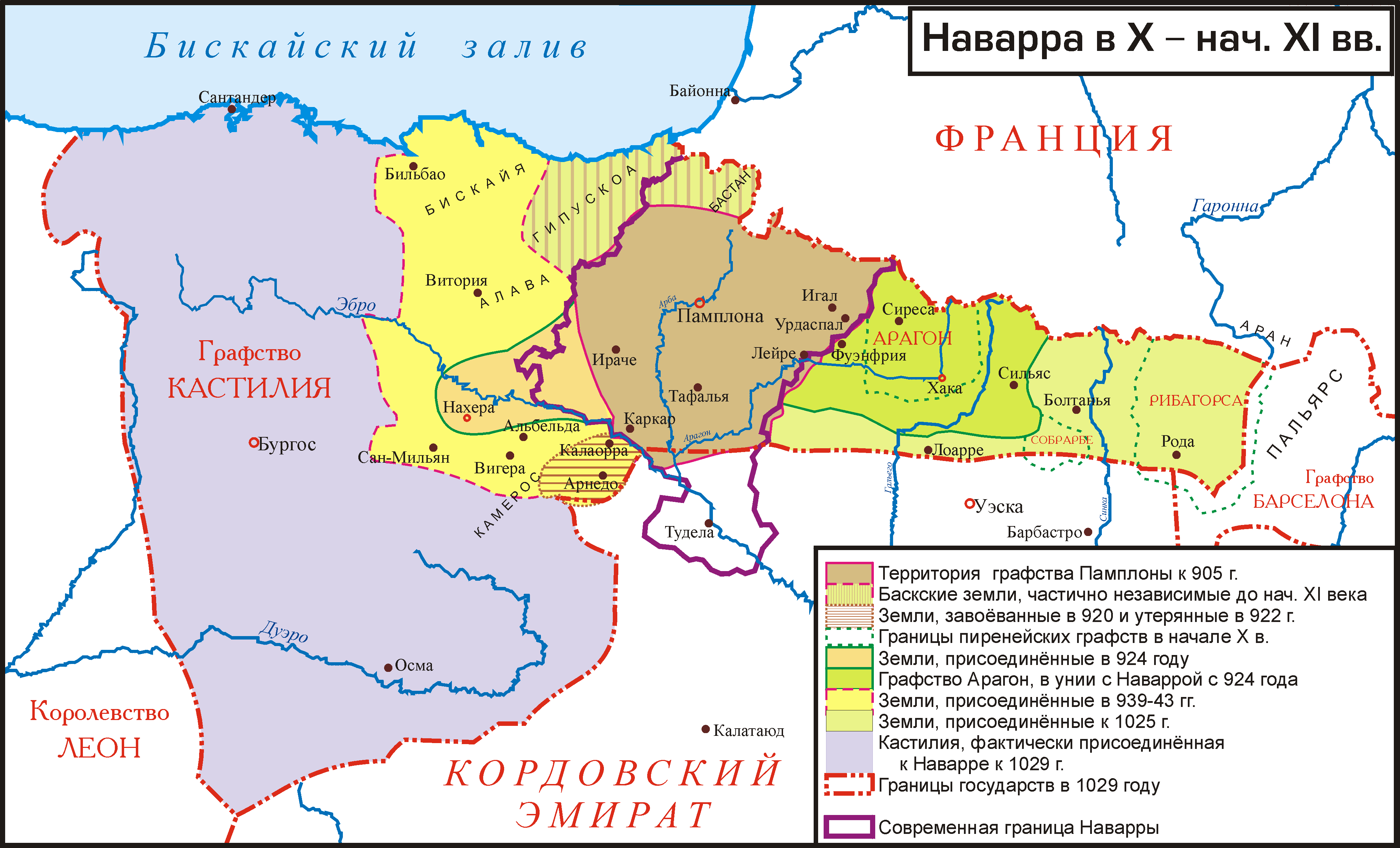
Наварра в X—начале XI веков.

Гарсия I Санчес скончался 22 февраля 970 года. Он был похоронен в портике церкви Сан-Эстебан в замке Монхардин, рядом с могилой своего отца. Преемником Гарсии I на престоле Наварры стал его старший сын Санчо II Абарка. Его второй сын, Рамиро Гарсес, получил Вигеру с титулом короля.
Средневековые наваррские хроники с большим почтением отзываются о личности короля Гарсии I, ставя ему в заслугу его щедрость к монастырям и церквям. Сохранилось значительное число дарственных хартий, данных королём различным монастырям, из которых наиболее почитаемыми Гарсией Санчесом были монастыри Сан-Мартин-де-Альбельда и Сан-Мильян-де-Коголья. В правление Гарсии I в монастыри Наварры начинает проникать бенедиктинство: впервые о следовании бенедиктинским правилам упоминается в 955 году в отношении монастыря Сан-Мартин-де-Альбельда. В 954 году король Гарсия построил первый в Наварре монастырь с мосарабским обрядом (монастырь Сан-Мильян-де-Суса в Нахере).
Так же хроники одобрительно говорят и об успехах Гарсии I в войнах с маврами. Несмотря на ряд поражений в последние годы жизни, королю Гарсии удалось значительно расширить свои владения, как за счёт владений, отнятых у мусульман, так и за счёт сохранения в своих руках власти над графством Арагон. О присоединении к Наварре новых территорий и их развитии свидетельствуют факты первого упоминания в исторических источниках ряда местностей и поселений. В том числе в хартиях, данных Гарсией I, впервые упоминаются города Клавихо (960 год) и Логроньо (965 год), а также горы Камерос (953 год).

### Семья

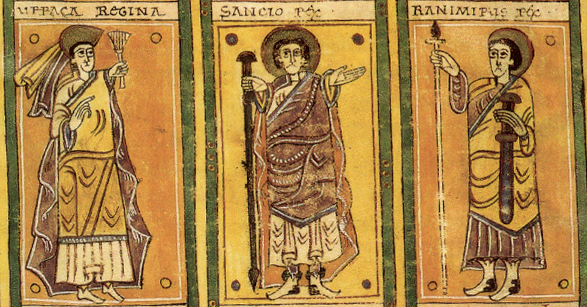
Сыновья Гарсии I, Санчо II Абарка (в центре) и Рамиро из Вигеры (справа), а также жена Санчо, Уррака (слева). Миниатюра из Вигиланского кодекса.

Король Гарсия I Санчес был женат два раза.
Первой его женой (в 933 (?)—943 годах) была Андрегота Галиндес (ок. 900—972), дочь графа Галиндо II Аснареса и его 2-й жены Санчи Гарсес Наваррской. Единственный сын от этого брака:
- Санчо II Абарка (935/940 — декабрь 994) — король Наварры (с 970 года).

В 943 году, после развода с Андреготой, Гарсия I вступил в брак с Терезой (умерла после ноября 957 года), дочерью короля Леона Рамиро II. Дети от этого брака:
- Рамиро (умер 8 июля 981[7]) — король Вигеры (с 970 года)
- Уррака (умерла ранее 3 апреля 1009 (?) или 12 июля 1041) — замужем: 1. (ранее 26 декабря 955) граф Кастилии Фернан Гонсалес (910—970); 2. (ранее 14 июня 972) герцог Гаскони Гильом II Санше (умер в 996)
- Химено (умер после 15 февраля 979).

## Карты
- Наварра в X — начале XI вв. Дата обращения: 16 октября 2008. Архивировано из оригинала 11 сентября 2010 года.